# William Miller (Politiker)

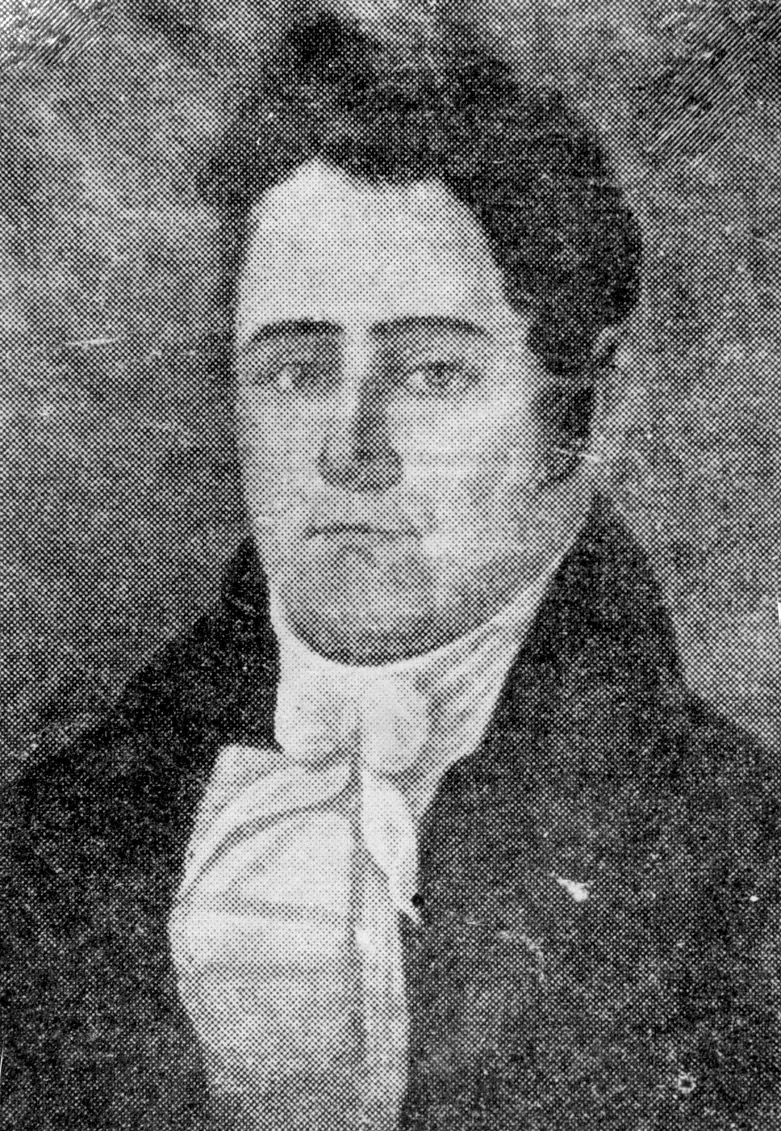
William Miller

William Miller (* 1770 in Pleasant Hill, Warren County, Province of North Carolina; † 1825 in Guatemala) war ein britisch-amerikanischer Politiker und der 18. Gouverneur des Bundesstaates North Carolina.

## Frühe Jahre
Das genaue Geburts- und Sterbedatum von William Miller sind nicht überliefert. Im Alter von 22 Jahren erbte er die Plantage seiner Familie. Ein kurzes Studium an der University of North Carolina blieb unvollendet. Nach einer juristischen Ausbildung begann er im Jahr 1805 als Anwalt zu praktizieren. Im Jahr 1810 wurde er Justizminister von North Carolina (Attorney General).

## Aufstieg zum Gouverneur von North Carolina
Zwischen 1810 und 1814 war Miller Abgeordneter im Repräsentantenhaus von North Carolina. Im Jahr 1814 wurde er vom Parlament als Nachfolger von William Hawkins zum neuen Gouverneur seines Heimatstaates gewählt. In den folgenden beiden Jahren wurde er jeweils bestätigt. Damit konnte er das von der Verfassung vorgeschriebene Maximum an zusammenhängenden Amtszeiten voll ausschöpfen. Er amtierte zwischen dem 7. Dezember 1814 und dem 3. Dezember 1817. Miller war der erste Gouverneur seines Staates, der das offizielle Dienstgebäude der Gouverneure, die so genannte Governor’s Mansion, bewohnte. Wie seine Vorgänger bemühte sich auch Miller um die Verbesserung des Schulwesens.

## Weiterer Lebensweg
Im Jahr 1821 wurde Miller in den Senat von North Carolina gewählt. Dort blieb er für ein Jahr. Der 1824 gewählte US-Präsident John Quincy Adams ernannte ihn 1825 zum Gesandten in Guatemala. Dort starb William Miller kurz nach seiner Ankunft.